# Intamin

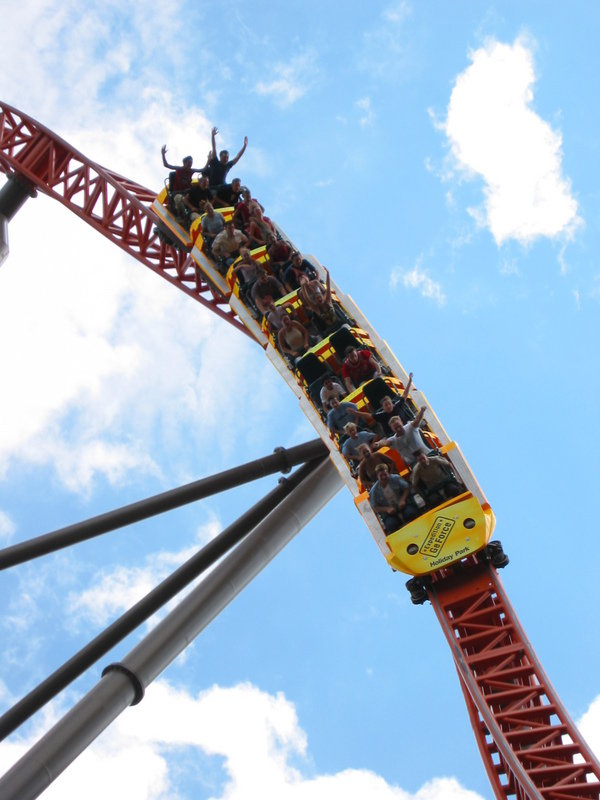
Expedition Geforce

Intamin AG är ett företag från Wollerau, Schweiz som designar och bygger åkattraktioner. De är mest kända för sina berg- och dalbanor, som till exempel Expedition GeForce på Holiday Park i Tyskland, Top Thrill Dragster och Millennium Force på Cedar Point i USA och Kingda Ka på Six Flags Great Adventure i USA.
I Sverige har Intamin designat bland annat Balder och Atmosfear på Liseberg samt Fritt Fall, Insane, och Ikaros på Gröna Lund.
Ett flertal av världens längsta, snabbaste och högsta berg- och dalbanor är gjorda av Intamin.

## Modeller (i urval)
- Hydraulic-Launch Coaster
- Plug n Play Wooden Coaster
- Mega Coaster
- Double Roller Coaster
- Giga Coaster
- LSM Launch Coaster
- Mega-Lite Coaster
- Zac-Spin Coaster
- Half Pipe Coaster
- Inverted Impulse Coaster
- LIM Coaster
- Blitz Coaster
- Prefab Wooden Coaster
- Strata Coaster